# Riksväg 12, Finland

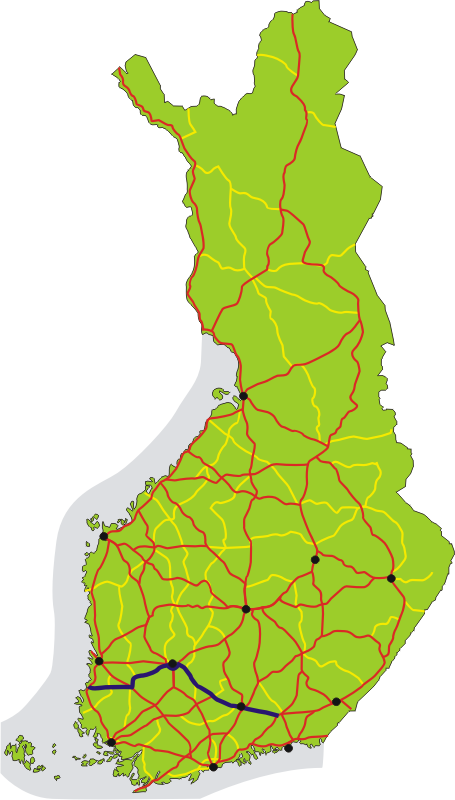
Riksväg 12 markerad med mörkblått på kartan

Riksväg 12 är en av Finlands huvudvägar. Den går från Raumo via Tammerfors och Lahtis till Kouvola.

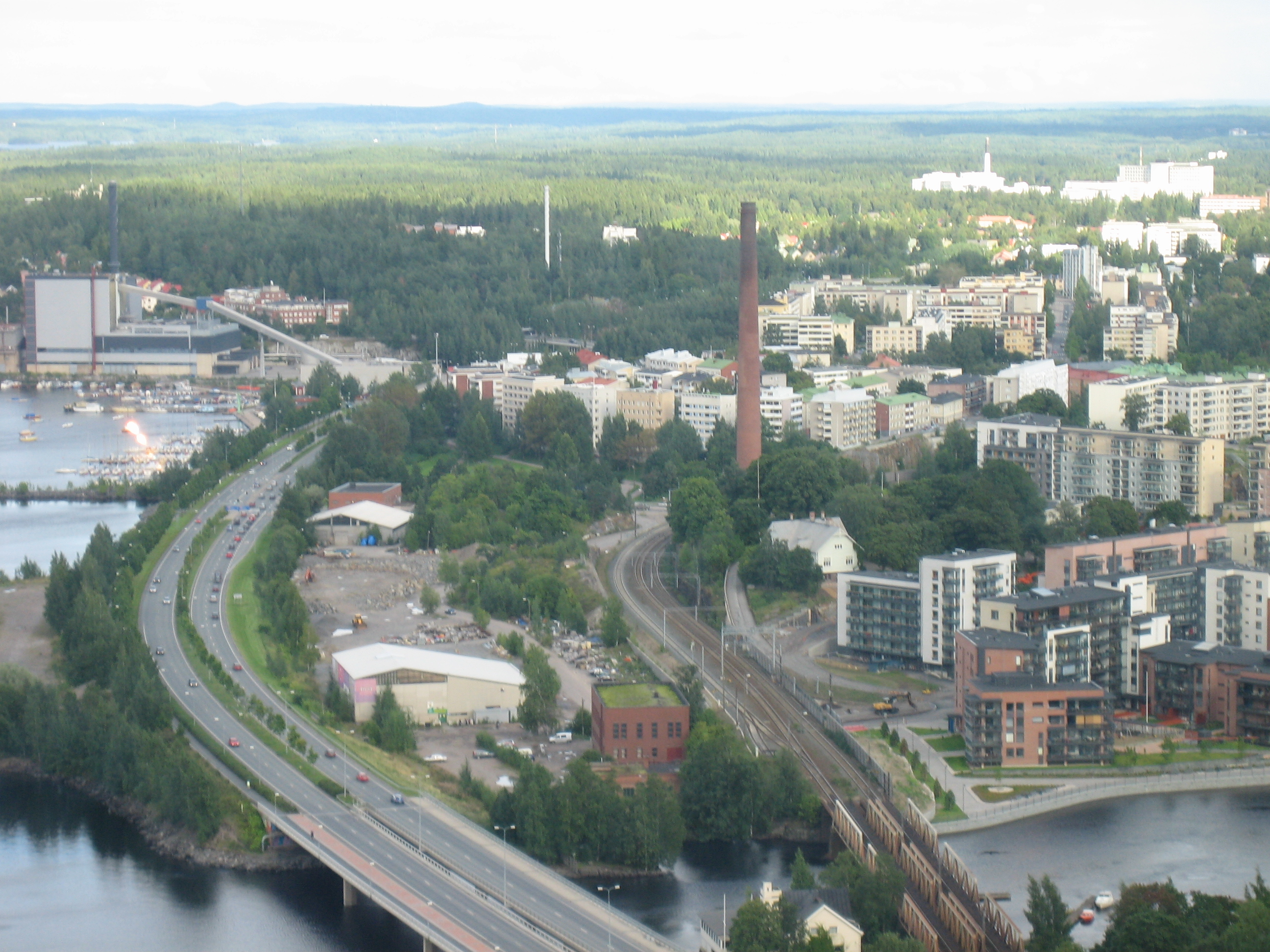
Riksväg 12 i Tammerfors före öppnandet av Strandtunneln.

- Wikimedia Commons har media som rör Riksväg 12, Finland.